# Uggerslev
Uggerslev – miasto w Danii, w regionie Dania Południowa, w gminie Nordfyn, na wyspie Fionia.